# Murder One (album)
Murder One è l'album di debutto dei Killers, pubblicato nel 1992.

## Tracce
1. Impaler – 4:00
2. The Beast Arises – 4:46
3. Children Of The Revolution – 3:39
4. S&M – 7:31
5. Takin' No Prisoners – 5:48
6. Marshall Lokjaw – 4:35
7. Protector – 4:54
8. Dream Keeper – 5:32
9. Awakening – 5:23
10. Remember Tomorrow – 5:37